# République de Bosnie-Herzégovine
Pour les articles homonymes, voir Bosnie.
Cet article concerne la république de Bosnie-Herzégovine entre 1992 et 1995. Pour son successeur, voir Bosnie-Herzégovine.
Ne doit pas être confondu avec République socialiste de Bosnie-Herzégovine, Province autonome de Bosnie occidentale ou République bosniaque.
1er mars 1992 – 14 décembre 1995
Entités précédentes :
- République socialiste de Bosnie-Herzégovine (RFSY)

Entités suivantes :
- Bosnie-Herzégovine

La république de Bosnie-Herzégovine (Republika Bosna i Hercegovina / Република Босна и Херцеговина) était un État d'Europe du Sud-Est, existant de 1992 à 1995. Elle a été  mise en place à la suite de la proclamation de l'indépendance de la république socialiste de Bosnie-Herzégovine à l'égard de la Yougoslavie. C'est le prédécesseur juridique direct de l'État moderne de Bosnie-Herzégovine.

## Contexte
La république fédérative socialiste de Yougoslavie (SRFY)  était composée de six républiques socialistes : la Slovénie, la Croatie, la Bosnie-Herzégovine, le Monténégro, la Macédoine et la Serbie, cette dernière avec les deux provinces autonomes de Voïvodine et du Kosovo. Avec la mort de Tito et la chute du communisme, le nationalisme a émergé, conduisant à l'indépendance de ces républiques et à l'éclatement de la Yougoslavie . 
Après que la Slovénie et la Croatie ont déclaré leur indépendance de la Yougoslavie mi-1991, les tensions politiques en Bosnie-Herzégovine ont augmenté. En conséquence, l'indépendance a été recherchée par les Bosniaques et les Croates de Bosnie, tandis que les représentants politiques serbes de Bosnie ont préconisé le maintien de la Bosnie-Herzégovine dans une Yougoslavie tronquée de plus en plus dominée par les Serbes. Les 29 février et 1er mars 1992, un référendum a eu lieu, au cours duquel les électeurs bosniaques et croates ont voté pour l'indépendance de la Bosnie-Herzégovine tandis que les Serbes de Bosnie l'ont boycotté.

## Démographie
La Bosnie-Herzégovine avait une plus grande diversité démographique que la plupart des autres pays européens. Au fil des siècles de cohabitation dans cette communauté multiethnique, les peuples se sont mélangés et entremêlés. Selon le recensement de 1991, la Bosnie-Herzégovine comptait 4 377 033 habitants. 
Les trois groupes ethniques les plus importants étaient :
- Musulmans avec 1 902 956 habitants (43,48 %)
- Serbes de Bosnie avec 1 366 104 habitants (31,21 %)
- Croates de Bosnie avec 760 852 habitants (17,38 %)

347 121 habitants appartenant à d'autres ethnies, dont 242 682 Yougoslaves (5,54 %) et 104 439 habitants (2,39 %) appartenaient à d'autres minorités.

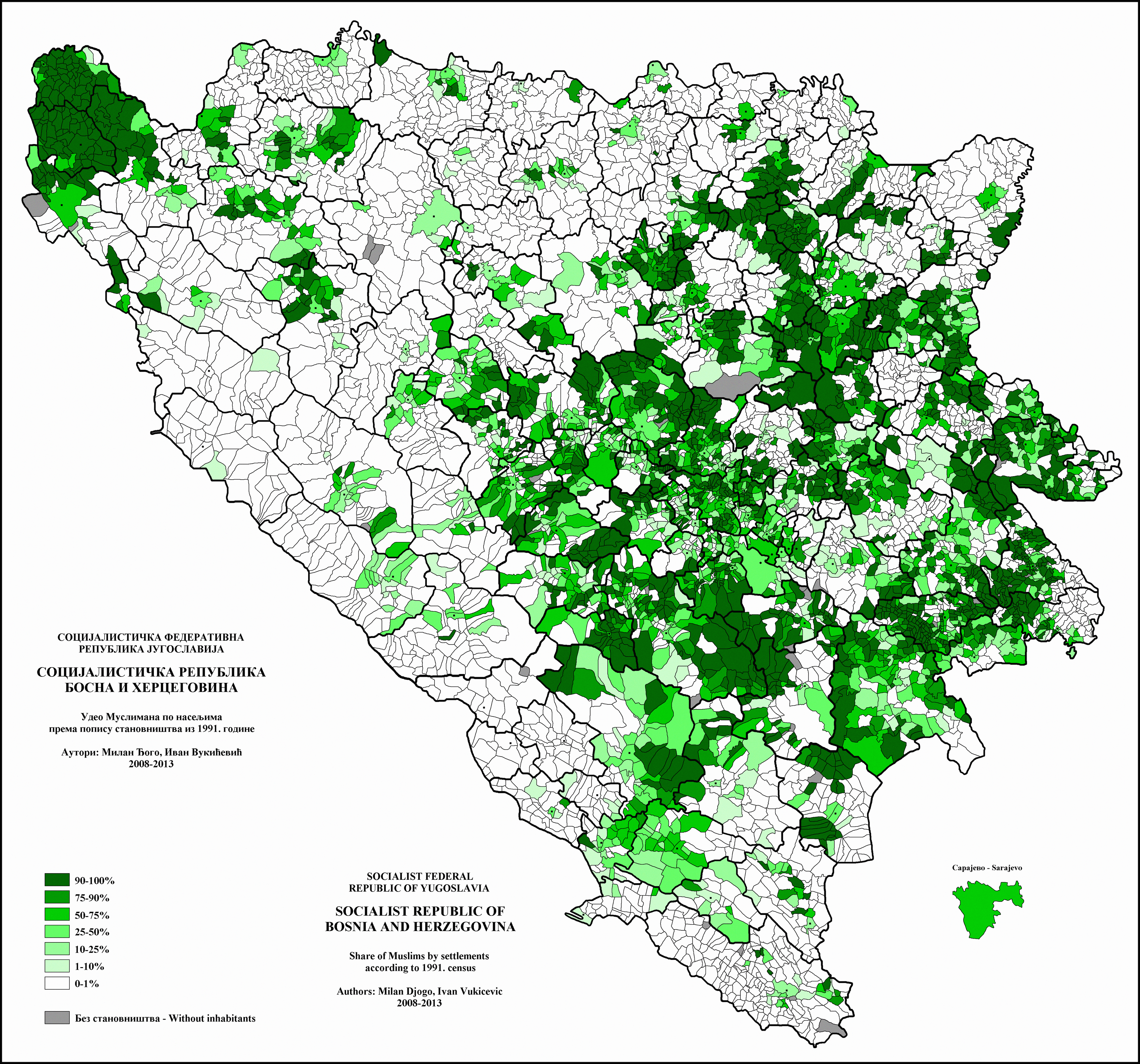
Musulmans par localité dans les municipalités (recensement de 1991)
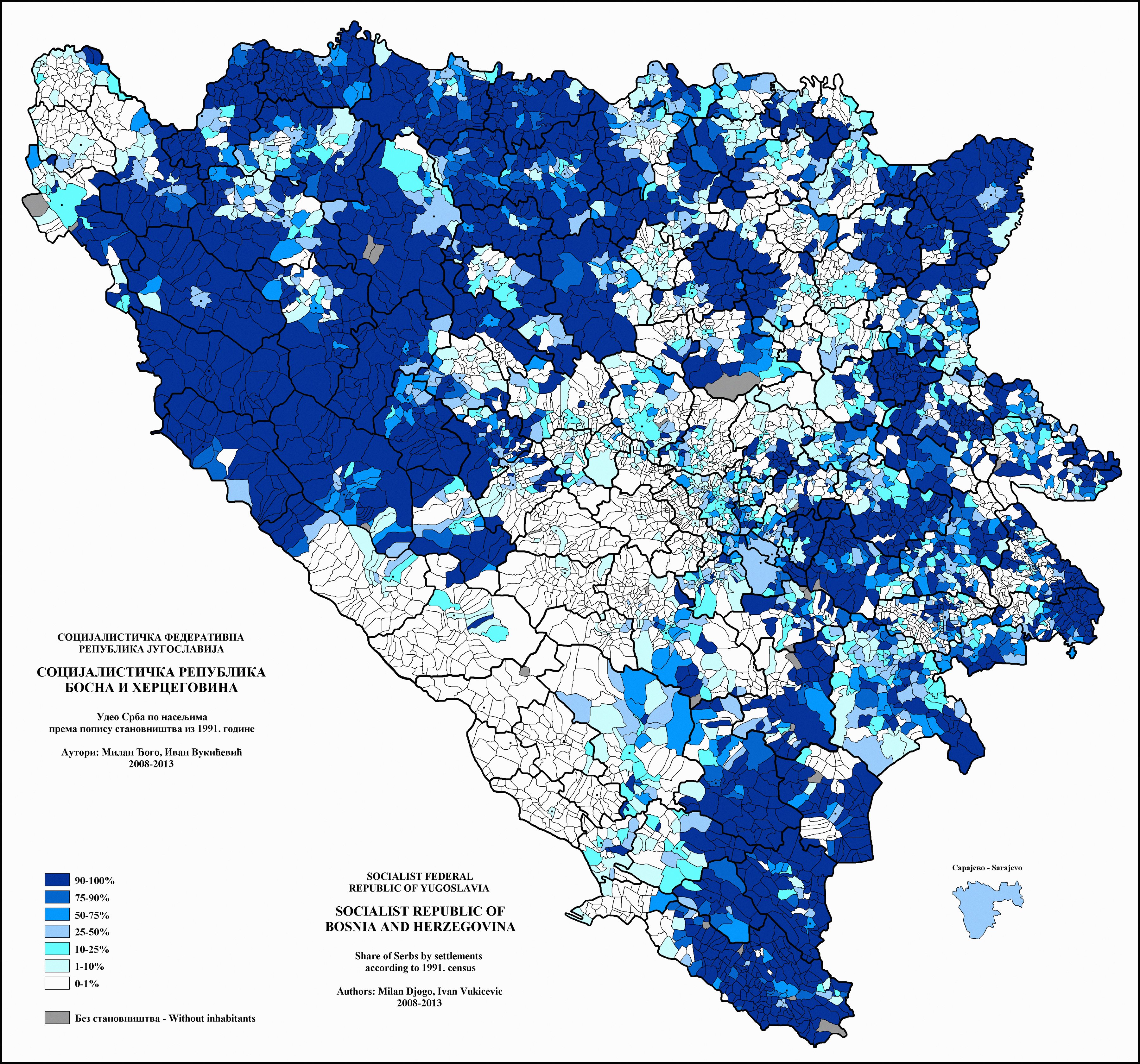
Serbes de Bosnie par localité dans les municipalités (recensement de 1991)
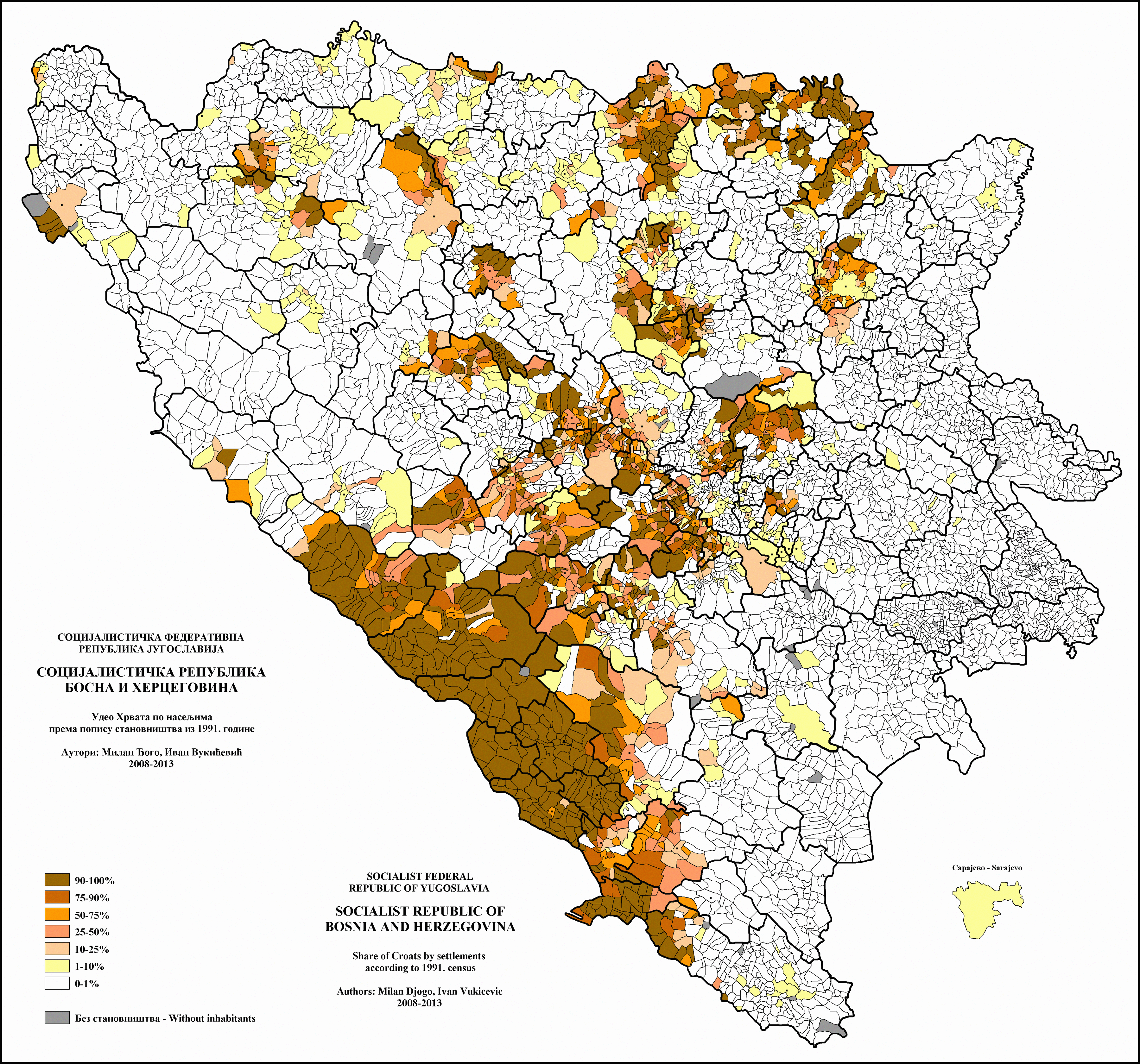
Croates de Bosnie par localité dans les municipalités (recensement de 1991)
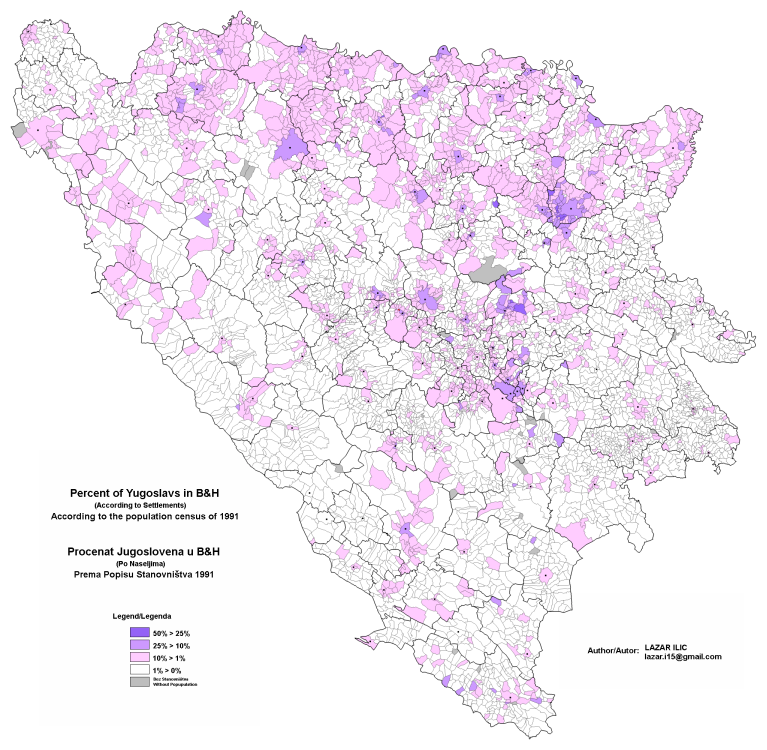
Yougoslaves par localité dans les municipalités (recensement de 1991)

## L'indépendance et la guerre
Le 6 avril 1992, la Bosnie-Herzégovine a été reconnue par la Communauté européenne et, le 22 mai 1992, elle a été admise à l'Organisation des Nations unies. Avec la reconnaissance internationale de la Bosnie, une guerre a éclaté.
Les dirigeants de deux des trois principales ethnies de Bosnie-Herzégovine, à savoir les Serbes de Bosnie et les Croates de Bosnie, se sont autoproclamés des entités distinctes : la république serbe de Bosnie et la république croate d'Herceg-Bosna respectivement, qui n'ont pas été reconnues par la Bosnie-Herzégovine et la communauté  internationale.
Cependant, en vertu de l'accord de Washington de 1994, les Bosniaques ont été rejoints par les Croates d'Herceg-Bosna et ils ont formé la fédération de Bosnie-et-Herzégovine, une entité sous-étatique commune. En 1995, les accords de paix de Dayton ont soutenu l'indivisibilité de la Bosnie-Herzégovine, déjà reconnue, mais maintenant avec deux entités, la Fédération de Bosnie-et-Herzégovine et la république serbe de Bosnie. Depuis lors, la république serbe de Bosnie a été officiellement reconnue comme entité politique sous-étatique, sans droit de sécession, au sein de la Bosnie-Herzégovine.
À cette époque, la seule force militaire organisée était l’Armée populaire yougoslave (JNA), qui est devenue l'armée serbe et était engagée dans la défense du peuple serbe et des territoires qu'il considérait comme les siens.
Les préparatifs de la guerre de Bosnie-Herzégovine ont commencé en 1990, lorsque la JNA, a retiré des armes à la Défense territoriale de Bosnie-Herzégovine et les a distribuées au serbes de Bosnie .
De nombreuses unités de la Armée populaire yougoslave, et paramilitaires étaient concentrées en Bosnie-Herzégovine, qui a servi de point de départ pour faire la guerre de Croatie. À la fin de la guerre de Slovénie et en Croatie, plusieurs unités de la  JNA avec des armes, se sont retirées en Bosnie, où elles ont occupé des positions stratégiques et se sont préparées au siège de villes. Un grand nombre d'offensives serbes ont commencé en mars 1992 dans l'est et le nord de la Bosnie. Après une période tendue d'escalade des tensions et d'incidents militaires sporadiques, une guerre ouverte a commencé à Sarajevo le 6 avril 1992.  

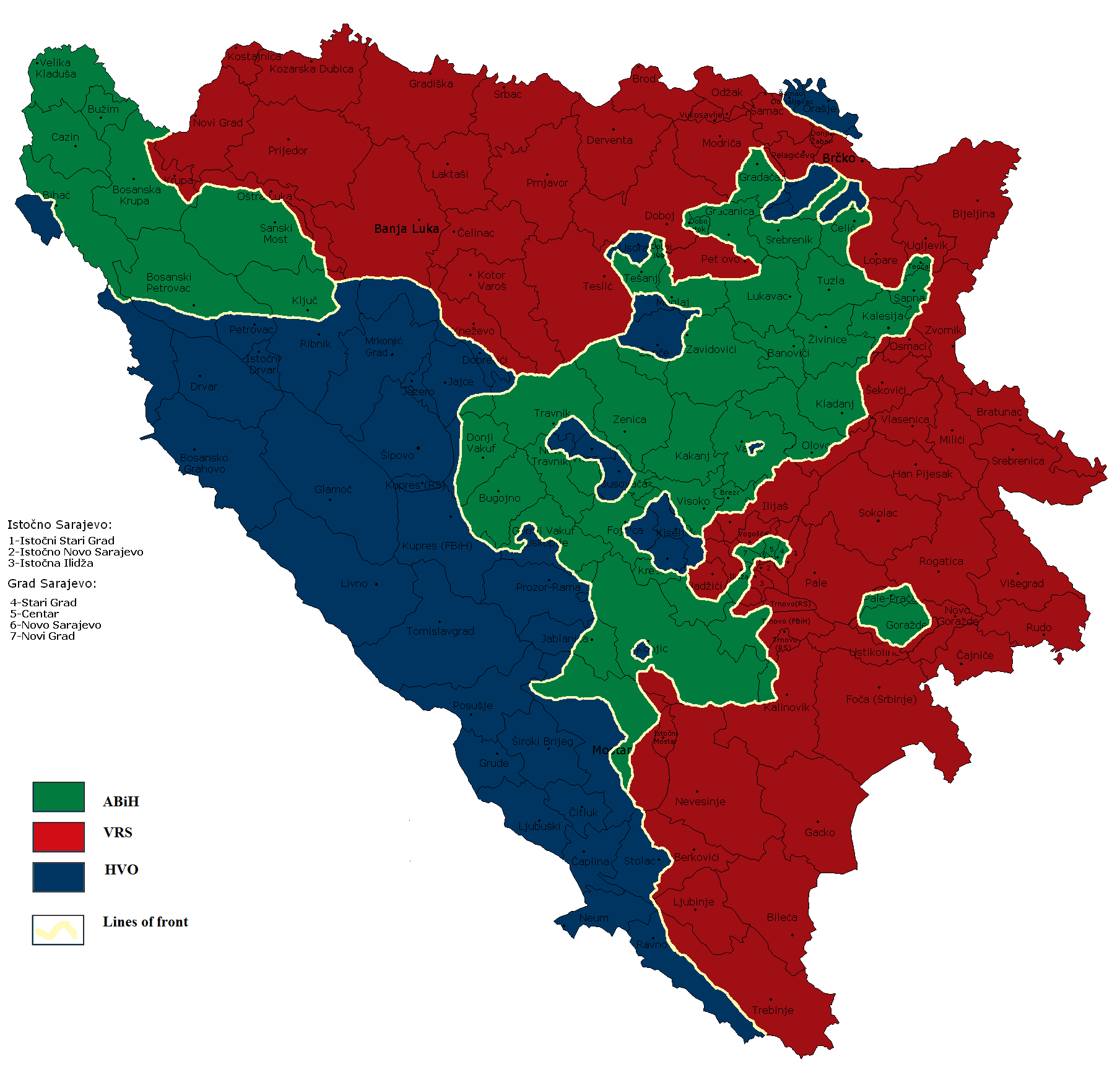
Situation de la Bosnie-Herzégovine avant les accords de Dayton. En vert le territoire contrôlé par l'armée de la république de Bosnie-Herzégovine.

La reconnaissance internationale de la Bosnie-Herzégovine signifiait que l'Armée populaire yougoslave (JNA) se retirait officiellement du territoire de l'État, même si ses membres serbes rejoignaient l'Armée de la république serbe de Bosnie. Armées et équipées à partir des stocks de la JNA en Bosnie, et soutenues par l’Armée populaire yougoslave et des organisations paramilitaires de Bosnie-Herzégovine et de Serbie, les forces serbes ont réussi à occuper presque tous les territoires à majorité serbe en 1992.
L'Armée de la république de Bosnie-Herzégovine était nombreuse, mais formée trop tard et mal armée en raison de l'embargo sur les armes établi le 25 septembre 1991 . En 1993, lorsque le conflit bosno-croate a éclaté entre le gouvernement de Sarajevo et la communauté croate autoproclamée d'Herceg-Bosna, environ 70 % du territoire de l'État était sous contrôle serbe.
Les trois années de guerre et d'effusion de sang ont fait 100 000 morts et plus de 2 millions de déplacés. 
La signature des accords de Dayton à Paris par les présidents de Bosnie-Herzégovine (Alija Izetbegović), la Croatie (Franjo Tuđman) et la Serbie (Slobodan Milošević) ont mis un terme aux combats, établissant à peu près la structure de base de l'État actuel.